# Khövsgöl (tỉnh)
Khövsgöl (tiếng Mông Cổ: Хөвсгөл) là tỉnh cực bắc trong số 21 tỉnh của Mông Cổ. Tên của tỉnh bắt nguồn từ Hồ Khövsgöl. Tỉnh được thành lập vào năm 1931. Khatgal là trung tâm hành chính của tỉnh cho đến năm 1933, khi tỉnh lị chuyển về Mörön.

## Địa lý

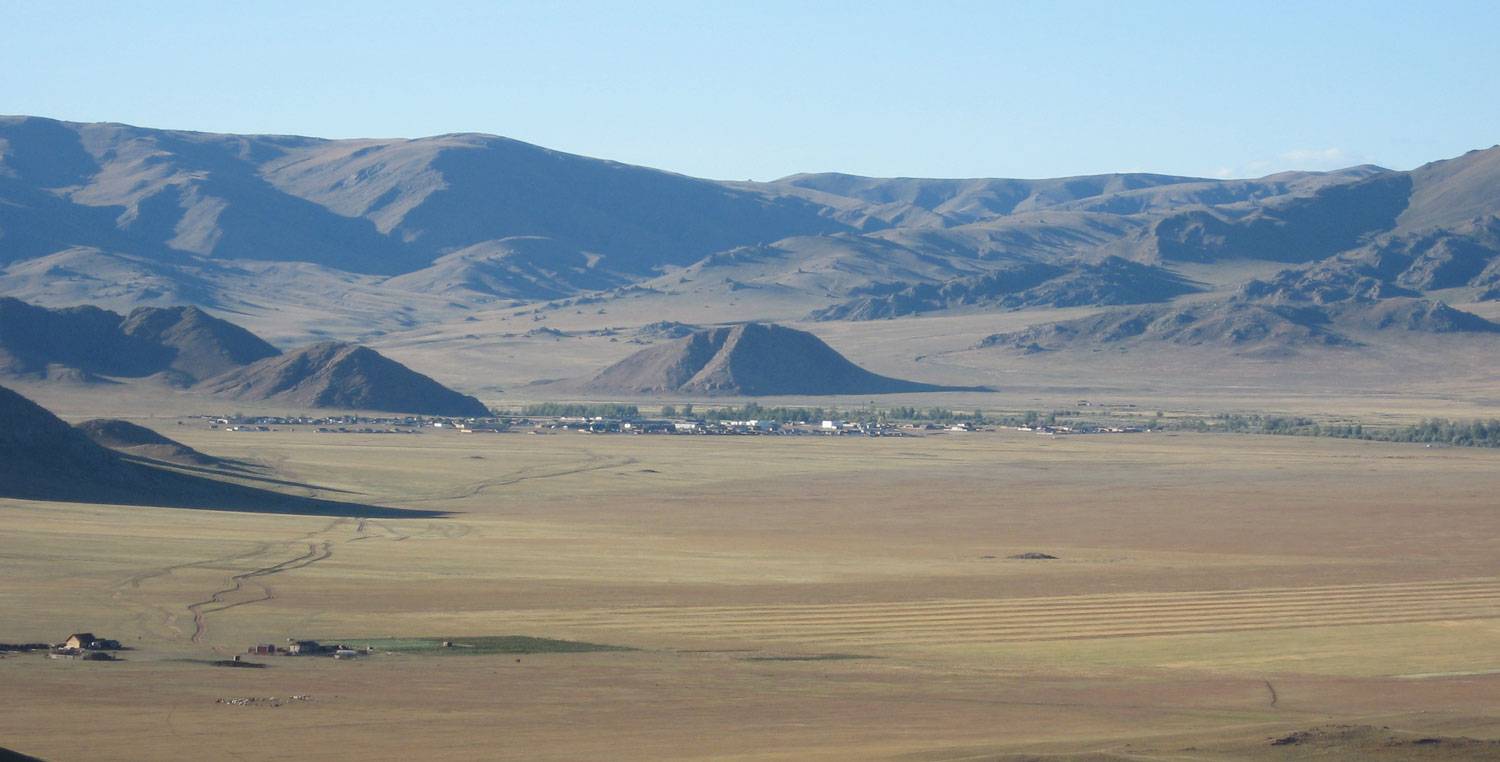
Phong cảnh tỉnh Khövsgöl

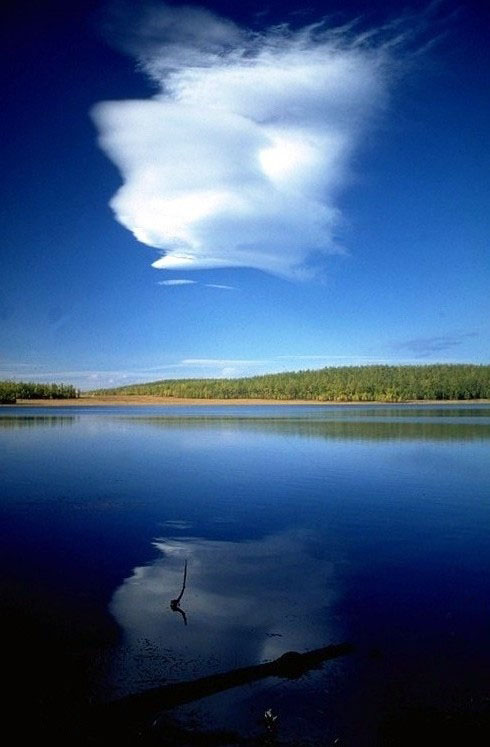
Hồ Khövsgöl

Khövsgöl là một tỉnh có nhiều đồi núi. Phần phía nam và tây nam chủ yếu là các khối núi chóp tròn như Tarvagatai, Bulnain và Erchim thuộc khối núi  Khangai. Vùng phía tây và bắc của hồ Khövsgöl thuộc các dãy núi cao Khoridol Saridag, Ulaan Taiga, và Mönkh Saridag. Phần trung tâm và phía đông có ít đồi núi hơn song vẫn nhiều hơn các khu vực khác trong nước.
Phía bắc giáp nước cộng hòa tự trị Buryatia của Nga, phía nam giáp các tỉnh Zavkhan và Arkhangai, phía đông giáp tỉnh Bulgan và phía tây giáp nước cộng hòa tự trị Tuva của Nga.
So với những nơi khác tại Mông Cổ, vùng được biết đến nhiều vì có vẻ đẹp tự nhiên, và Hồ Khövsgöl là một trong số các địa điểm du lịch chính của cả nước. Khu vực rừng lớn nhất Mông Cổ nằm xung quanh và phía bắc của hồ, gồm những cánh rừng cây Taiga Siberi phương nam trải dài.

## Dân cư
| 1956   | 1960   | 1963   | 1969   | 1975   | 1979   | 1981   | 1989    | 1992    | 1996    | 1998    | 2000    | 2003    | 2005    | 2007    |
| ------ | ------ | ------ | ------ | ------ | ------ | ------ | ------- | ------- | ------- | ------- | ------- | ------- | ------- | ------- |
| 58.200 | 64.000 | 63.700 | 74.800 | 82.300 | 88.200 | 91.100 | 101.800 | 119.133 | 113.312 | 117.123 | 117.914 | 124.126 | 123.416 | 123.275 |

Khu vực tỉnh là nơi sinh sống của nhiều nhóm dân tộc khác nhau như: Darkhad, Khotgoid, Uriankhai, Buriad, và Tsaatan. Cả hai cộng đồng  Darkhad và Tsaatan đều được biết đến nhiều với các nghi thức Shaman giáo độc đáo của họ.
| Các nhóm dân tộc thiểu số tại Khövsgöl (điều tra dân số năm 2000) | Các nhóm dân tộc thiểu số tại Khövsgöl (điều tra dân số năm 2000) | Các nhóm dân tộc thiểu số tại Khövsgöl (điều tra dân số năm 2000) |
| Dân tộc                                                           | Dân số                                                            | Tỉ lệ                                                             |
| ----------------------------------------------------------------- | ----------------------------------------------------------------- | ----------------------------------------------------------------- |
| Darkhad                                                           | 16.268                                                            | 13,8%                                                             |
| Khotgoid                                                          | 6229                                                              | 5,3%                                                              |
| Uriankhai                                                         | 3036                                                              | 2,6%                                                              |
| Buriad                                                            | 996                                                               | 0,84%                                                             |
| Tsaatan                                                           | 269                                                               | 0,23%                                                             |
| Tổng                                                              | 117914                                                            | 100%                                                              |

### Người Khövsgöl nổi tiếng

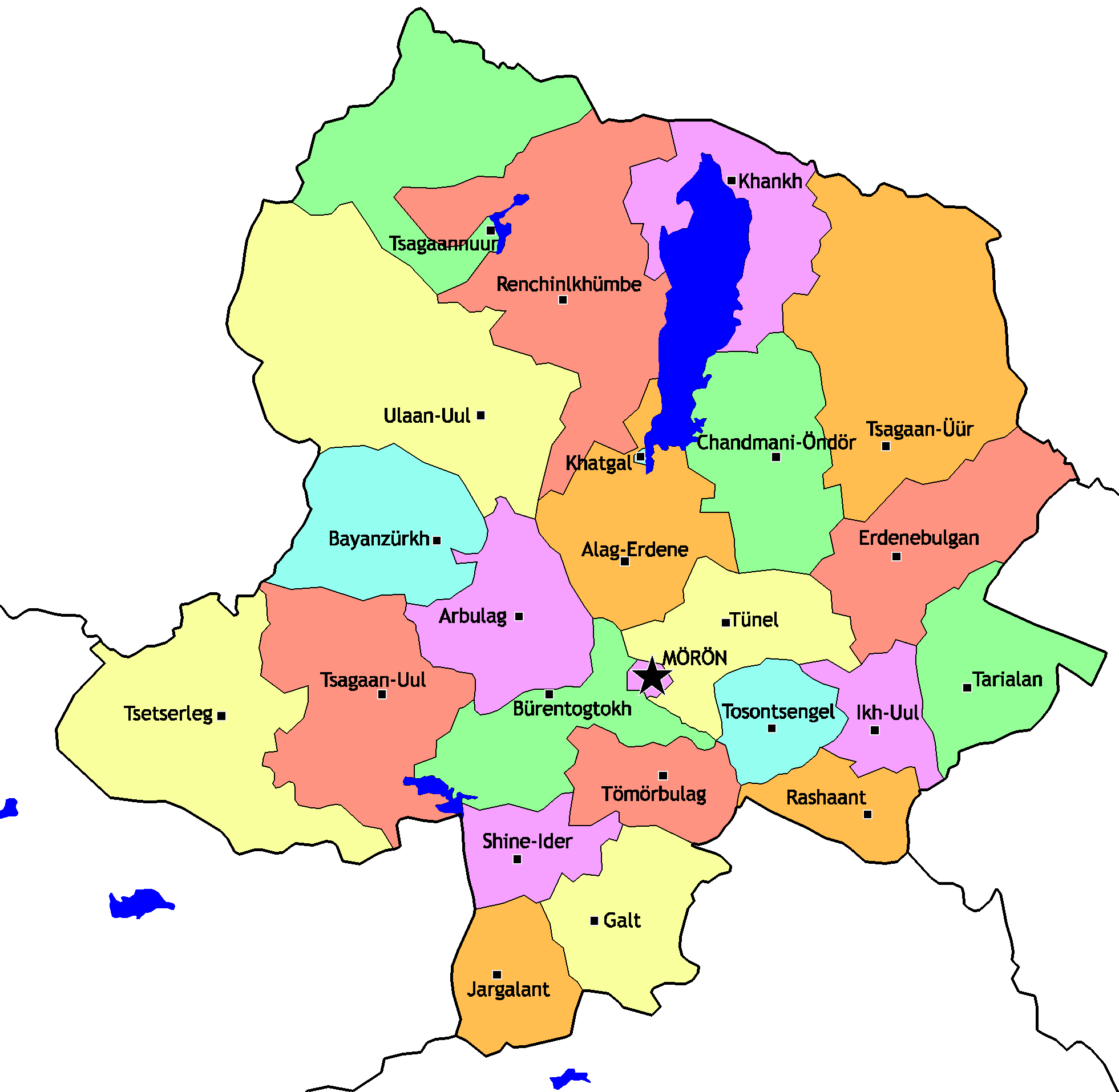
Các Sum của Khövsgöl

Những người nổi tiếng xuất thân từ Khövsgöl là:
- Chingünjav, lãnh đạo nghĩa quân chống lại Mãn Thanh vào năm 1756/57,
- Öndör Gongor, một người đàn ông rất cao vào đầu thế kỷ 20, có tài liệu ghi ông cao 2,45 mét
- Jalkhanz Khutagt Damdinbazar, thủ tướng Mông Cổ vào đầu thập kỉ 1920,
- Gelenkhüü, một nhà sáng tạo và nghiên cứu.
- Oyungerel Tsedevdamba, nhà hoạt động, người Mông Cổ đầu tiên tốt nghiệp Đại học Stanford

Henning Haslund-Christensen, một nhà thám hiểm và du hành người Đan Mạch đã có một hoặc hai năm sinh sống tại địa bàn mà này thuộc sum Erdenebulgan vào đầu thập kỷ 1920. Một số người dân địa phương tin rằng Alan Gua, tổ tiên bên ngoại của Thành Cát Tư Hãn, tới từ nơi mà nay là Chandmani-Öndör.

## Chăn nuôi
Năm 2007, tỉnh có khoảng 3.43 triệu đầu gia súc, trong đó có khoảng 1.510.000 con dê, 1.442.000 con  cừu, 322.000 con bò và bò Tây Tạng, 150.000 con ngựa, 2.350 lạc đà hai bướu, và 652 tuần lộc.

## Giao thông
Sân bay Mörön (ZMMN/MXV) có một đường băng và có các chuyến bay định kỳ đến và đi Ulaanbaatar, ngoài ra đây cũng là một trạm trung gian trong các chuyến bay giữa thủ đô và các tỉnh miền tây.
Sân bay Khatgal (HTM) chỉ có các chuyến bay đi và đến Ulaanbaatar vào mùa hè, chủ yếu nhằm phục vụ khách du lịch đến hồ Khövsgöl.
Khoảng cách đường bộ giữa Mörön và Ulaanbaatar là 690 km. Hiện có một con đường mới mở nối giữa tỉnh lị Mörön tời Hồ Khövsgöl.

## Hành chính
| Sum                 | Tiếng Mông Cổ      | Dân số 1987 (ước tính) | Dân số 1994 | Dân số 2000 | Dân số 2005 | Dân số 2009 | Dân số trung tâm sum (2009) | Diện tích (km²) | Mật độ (/km²) |
| ------------------- | ------------------ | ---------------------- | ----------- | ----------- | ----------- | ----------- | --------------------------- | --------------- | ------------- |
| Alag-Erdene Khatgal | Алаг-Эрдэнэ Хатгал | 2.300 7.000            | 2.809 3.756 | 2.825 2.498 | 2.992 2.831 | 2.980 2.952 | 744 2.952                   | 3.591,5 911.4   | 0,83 3,24     |
| Arbulag             | Арбулаг            | 3.100                  | 4.272       | 4.487       | 4.164       | 3.989       | 728                         | 3.529,21        | 1,13          |
| Bayanzürkh          | Баянзүрх           | 3.300                  | 4.180       | 4.202       | 3.863       | 3.964       | 742                         | 4.299,14        | 0,92          |
| Bürentogtokh        | Бүрэнтогтох        | 3.800                  | 5.043       | 4.678       | 4.251       | 4.245       | 735                         | 3.768,60        | 1,12          |
| Chandmani-Öndör     | Чандмань-Өндөр     | 2.100                  | 2.891       | 3.063       | 2.944       | 3.006       | 1.018                       | 4.487,54        | 0,67          |
| Erdenebulgan        | Эрдэнэбулган       | 2.300                  | 3.086       | 2.739       | 2.849       | 2.763       | 1.060                       | 4.694,38        | 0,59          |
| Galt                | Галт               | 4.400                  | 5.573       | 5.328       | 4.876       | 5.132       | 777                         | 3.596,83        | 1,43          |
| Ikh-Uul             | Их-Уул             | 3.200                  | 3.767       | 3.959       | 4.126       | 4.170       | 1.387                       | 2.023,82        | 2,06          |
| Jargalant           | Жаргалант          | 3.700                  | 4.866       | 5.086       | 5.109       | 5.183       | 1.315                       | 2.549,28        | 2,03          |
| Khankh              | Ханх               | -                      | 2.227       | 2.140       | 2,346       | 2,460       | 1,422                       | 5,498.71        | 0.45          |
| Mörön               | Мөрөн              | -                      | 27.230      | 28.147      | 35.872      | 36.082      | 36.072                      | 102,90          | 350,55        |
| Rashaant            | Рашаант            | 2.500                  | 3.195       | 3.280       | 3.559       | 3.501       | 987                         | 1.982,52        | 1,.77         |
| Renchinlkhümbe      | Рэнчинлхүмбэ       | 3.900                  | 4.040       | 4.284       | 4.614       | 4.740       | 825                         | 8.448,34        | 0,56          |
| Shine-Ider          | Шинэ-Идэр          | 3.900                  | 4.616       | 4.348       | 4.068       | 3.824       | 1.718                       | 2.053,56        | 1,86          |
| Tarialan            | Тариалан           | 4.800                  | 6.122       | 6.070       | 5.936       | 6.085       | 3.272                       | 3.430,67        | 1,77          |
| Tömörbulag          | Төмөрбулаг         | 3.100                  | 4.084       | 4.171       | 4.353       | 4.174       | 613                         | 2.521,72        | 1,66          |
| Tosontsengel        | Тосонцэнгэл        | 2.800                  | 3.683       | 4.161       | 3.615       | 4.144       | 1.166                       | 2.042,23        | 2,03          |
| Tsagaannuur         | Цагааннуур         | 900                    | 1.248       | 1.317       | 1.405       | 1.547       | 708                         | 5.408,30        | 0,29          |
| Tsagaan-Uul         | Цагаан-Уул         | 4.300                  | 5.547       | 5.696       | 5.145       | 5.332       | 940                         | 5.866,3         | 0,91          |
| Tsagaan-Üür         | Цагаан-Үүр         | 2.000                  | 2.590       | 2.421       | 2.442       | 2.459       | 946                         | 8.735,33        | 0,28          |
| Tsetserleg          | Цэцэрлэг           | 4.400                  | 5.591       | 5.876       | 4.693       | 4.766       | 807                         | 7.451,62        | 0,64          |
| Tünel               | Түнэл              | 2.900                  | 3.579       | 3.556       | 3.465       | 3.528       | 1.105                       | 3.577,33        | 0,99          |
| Ulaan-Uul           | Улаан-Уул          | 2.700                  | 3.396       | 3.726       | 3.898       | 4.118       | 1.386                       | 10.057,52       | 0,41          |

## Hình ảnh

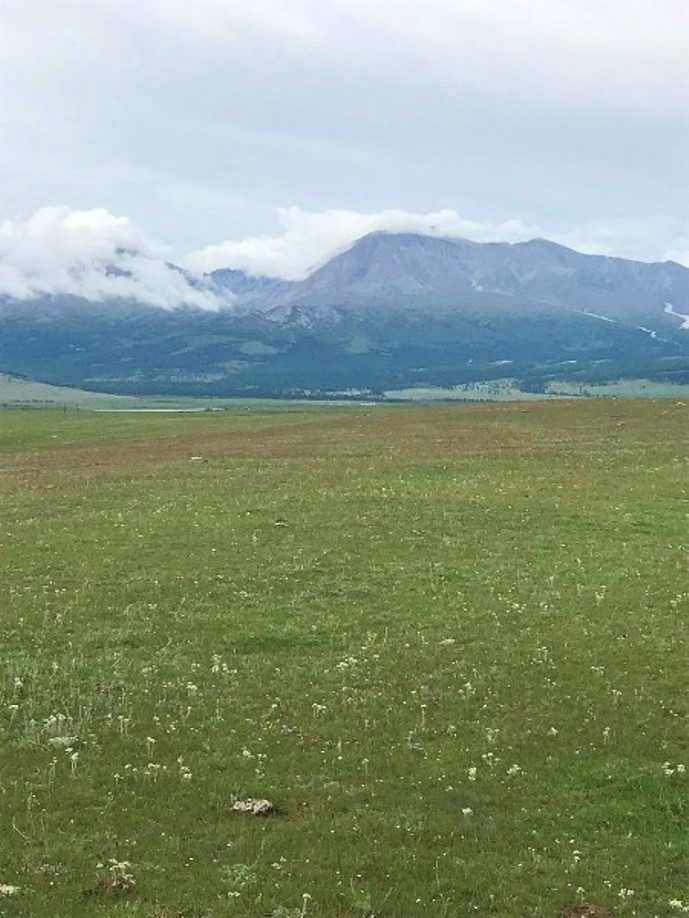
Quang cảnh tỉnh Khövsgöl
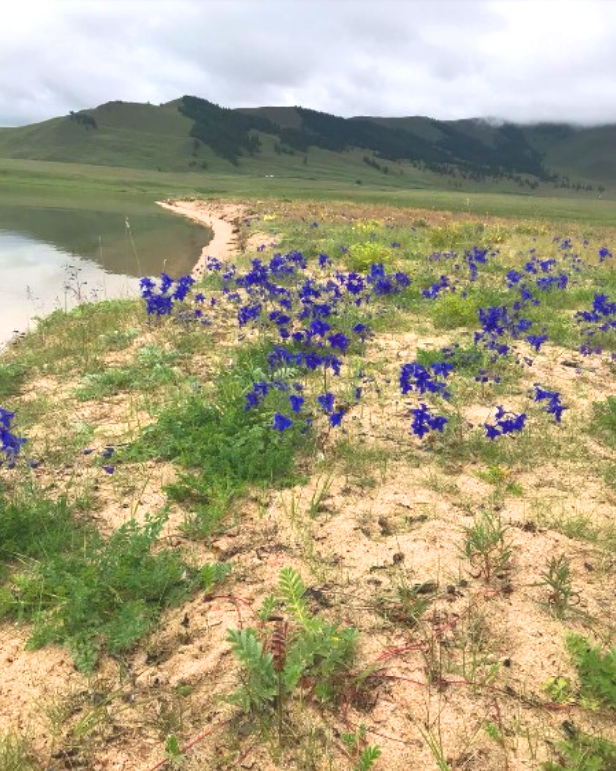
Hoa thảo nguyên trên địa bàn tỉnh
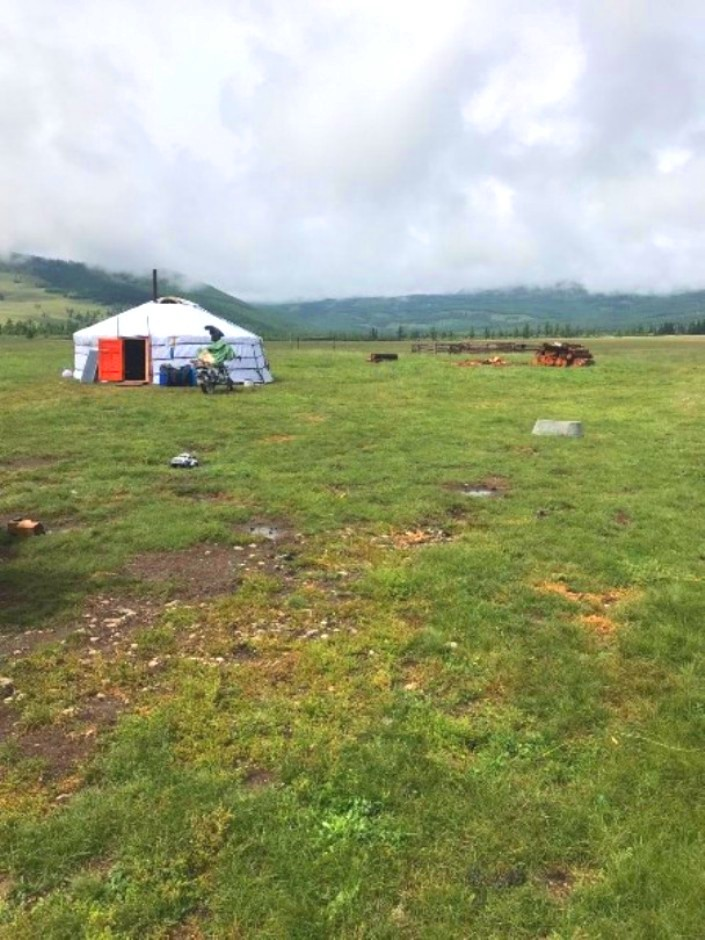
Một yurt
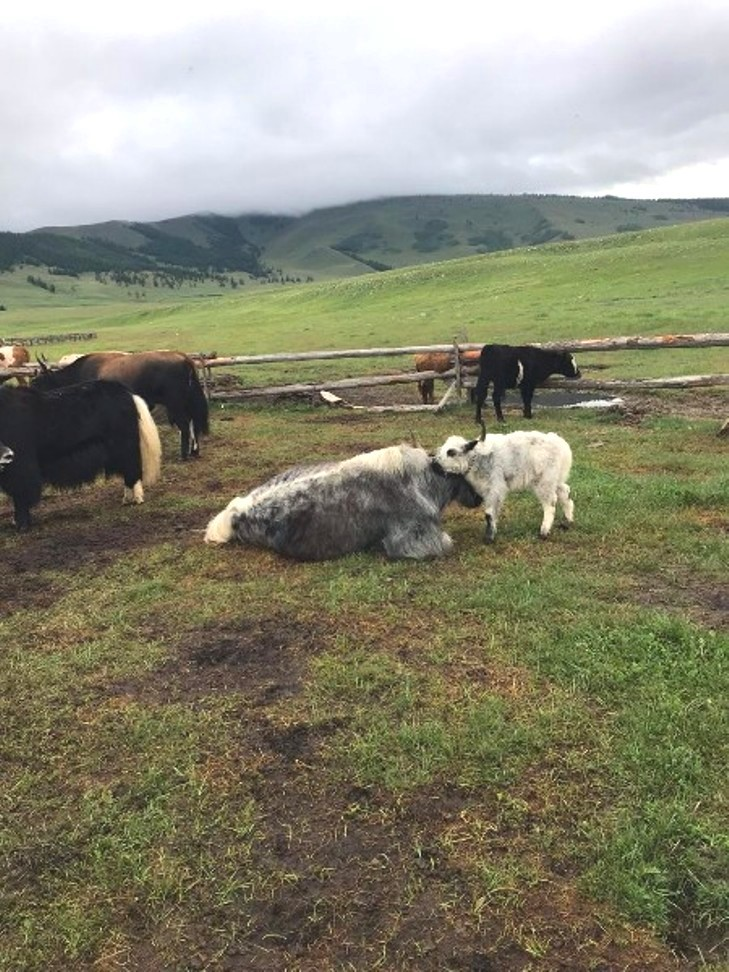
Bò nhà du mục